# Gunung Ibul Barat
Gunung Ibul Barat is een bestuurslaag in het regentschap Prabumulih van de provincie Zuid-Sumatra, Indonesië. Gunung Ibul Barat telt 5532 inwoners (volkstelling 2010).